# Norma macierzowa
Norma macierzowa – naturalny odpowiednik normy wektorowej dla macierzy.

## Definicje formalne
Niech {\displaystyle \mathrm {Mat} _{n}(K)} oznacza przestrzeń macierzy kwadratowych stopnia {\displaystyle n} nad ciałem {\displaystyle K} liczb rzeczywistych bądź zespolonych. Normą macierzową nazywa się normę określoną na {\displaystyle \mathrm {Mat} _{n}(K)} spełniającą dodatkowo warunek podmultiplikatywności,
{\displaystyle \|\mathbf {AB} \|\leqslant \|\mathbf {A} \|\|\mathbf {B} \|,}
dla dowolnych macierzy {\displaystyle \mathbf {A} ,\mathbf {B} \in \mathrm {Mat} _{n}(K).} Przestrzeń macierzy z normą macierzową jest algebrą Banacha. Niekiedy wyrażenie norma macierzowa oznacza dowolne normy macierzy, a nie tylko spełniające powyższy warunek. W szczególności normą macierzową jest wartość bezwzględna albo moduł macierzy (spełnia ona aksjomaty normy i podmultiplikatywności) dane wzorem
{\displaystyle |\mathbf {A} |={\big [}|a_{ij}|{\big ]},}
gdzie {\displaystyle |a_{ij}|} oznacza wzięcie wartości bezwzględnych (modułów) elementów macierzy.
Niekiedy pierwszy aksjomat normy macierzowej podaje się w formie
{\displaystyle \|\mathbf {A} \|\geqslant 0} oraz {\displaystyle ||\mathbf {A} ||=0} wtedy i tylko wtedy, gdy {\displaystyle \mathbf {A} ={\boldsymbol {\Theta }}.}
Normę nazywa się kanoniczną, jeżeli spełnia ona dodatkowo warunki
- {\displaystyle |a_{ij}|\leqslant \|\mathbf {A} \|,} przy czym dla {\displaystyle \mathbf {A} =[a_{11}]} jest {\displaystyle \|\mathbf {A} \|=|a_{11}|,}
- {\displaystyle |\mathbf {A} |\leqslant |\mathbf {B} |} pociąga {\displaystyle \|\mathbf {A} \|\leqslant \|\mathbf {B} \|,} w szczególności {\displaystyle \|\mathbf {A} \|={\big \|}|\mathbf {A} |{\big \|}.}

## Normy indukowane
Jeżeli dane są normy {\displaystyle \|\cdot \|_{m},\|\cdot \|_{n}} odpowiednio na przestrzeniach współrzędnych {\displaystyle K^{m}} oraz {\displaystyle K^{n},} gdzie {\displaystyle K\in \{\mathbb {R} ,\mathbb {C} \},} to normę indukowaną lub normę operatorową na przestrzeni macierzy typu {\displaystyle m\times n} definiuje się jednym z równoważnych wzorów
{\displaystyle {\begin{aligned}\|\mathbf {A} \|&=\max _{\|\mathbf {x} \|_{n}\leqslant 1}{\big \{}\|\mathbf {Ax} \|_{m}\colon \mathbf {x} \in K^{n}{\big \}}\\&=\max _{\|\mathbf {x} \|_{n}=1}{\big \{}\|\mathbf {Ax} \|_{m}\colon \mathbf {x} \in K^{n}{\big \}}\\&=\max _{\mathbf {x} \neq \mathbf {0} }\left\{{\tfrac {\|\mathbf {Ax} \|_{m}}{\|\mathbf {x} \|_{n}}}\colon \mathbf {x} \in K^{n}\right\}.\end{aligned}}}
Jeżeli {\displaystyle m=n} i w dziedzinie oraz przeciwdziedzinie występuje ta sama norma, to indukowana norma operatorowa jest normą macierzową (tzn. jest podmultiplikatywna).

### Przykłady
Przykładowo norma operatorowa odpowiadająca {\displaystyle p}-normie wektorowej to
{\displaystyle \|\mathbf {A} \|_{p}=\max _{\mathbf {x} \neq \mathbf {0} }{\tfrac {\|\mathbf {Ax} \|_{p}}{\|\mathbf {x} \|_{p}}}.}
W szczególności normy
{\displaystyle \|\mathbf {A} \|_{1}=\max _{j}\sum _{i}|a_{ij}|,}
{\displaystyle \|\mathbf {A} \|_{\infty }=\max _{i}\sum _{j}|a_{ij}|}
są uogólnieniem pierwszej normy wektorowej oraz normy „nieskończoność”.

### Norma spektralna i promień spektralny
Normę
{\displaystyle \|\mathbf {A} \|_{\operatorname {sp} }={\sqrt {\max {\big \{}|\lambda |\colon \lambda \in \operatorname {sp} (\mathbf {A} ^{\star }\mathbf {A} ){\big \}}}},} gdzie {\displaystyle A^{\star }} oznacza macierz hermitowską (transponowaną dla macierzy o współczynnikach rzeczywistych)
gdzie {\displaystyle \operatorname {sp} (\mathbf {A} )} jest widmem (spektrum) macierzy {\displaystyle \mathbf {A} ,} nazywa się normą spektralną.
Dla dowolnej normy indukowanej {\displaystyle \|\cdot \|} zachodzi oszacowanie
{\displaystyle \|\mathbf {A} \|\geqslant \varrho (\mathbf {A} ),}
gdzie {\displaystyle \varrho (\mathbf {A} )} jest promieniem spektralnym {\displaystyle \mathbf {A} ;}
co więcej,
{\displaystyle \lim _{r\to \infty }~{\sqrt[{r}]{\|\mathbf {A} ^{r}\|}}=\varrho (\mathbf {A} ).}

## Normy „po współrzędnych”
W normach tego rodzaju macierze traktowane są jako wektory typu {\displaystyle m\times n} do których zastosowano jedne z dobrze znanych norm wektorowych.
Przykładowo korzystając z {\displaystyle p}-normy wektorowej dostaje się
{\displaystyle \|\mathbf {A} \|_{p}=\left(\sum _{i=1}^{m}\sum _{j=1}^{n}|a_{ij}|^{p}\right)^{1/p}.}
Choć normy te mają to samo oznaczenie, różnią się od wyżej zdefiniowanych {\displaystyle p}-norm indukowanych (zob. wyżej) oraz {\displaystyle p}-norm Schattena (zob. niżej).
Szczególnymi przypadkami dla {\displaystyle p=2} jest norma Frobeniusa, a dla {\displaystyle p=\infty } norma maksimum.

### Norma Frobeniusa
Bezpośrednie uogólnienie normy euklidesowej. Norma Frobeniusa lub norma Hilberta-Schmidta (drugi termin odnosi się zwykle do operatorów określonych na przestrzeniach Hilberta) definiowana jest według wzoru
{\displaystyle \|\mathbf {A} \|_{F}={\sqrt {\langle \mathbf {A} ,\mathbf {A} \rangle }}={\sqrt {\operatorname {tr} (\mathbf {A} ^{\star }\mathbf {A} )}}={\sqrt {\sum |a_{ij}|^{2}}},}
gdzie {\displaystyle \operatorname {tr} (\mathbf {A} )} jest śladem macierzy {\displaystyle \mathbf {A} ,} a sumowanie przebiega po wszystkich kombinacjach {\displaystyle i,j,} a {\displaystyle \mathbf {A} ^{\star }={\overline {\mathbf {A} }}^{\operatorname {T} }} oznacza sprzężenie hermitowskie macierzy (transpozycję jej trywialnego sprzężenia).
Nazwa pochodzi od nazwiska Ferdinanda Georga Frobeniusa, matematyka niemieckiego. Norma ta jest bezpośrednim uogólnieniem normy euklidesowej wektorów, czyli macierzy jednokolumnowych.

### Norma maksimum
Norma maksimum to norma brana „po współrzędnych” dla {\displaystyle p=\infty {:}}
{\displaystyle \|\mathbf {A} \|_{\text{max}}=\max {\big \{}|a_{ij}|{\big \}}.}
Norma ta nie jest podmultiplikatywna.